# Războiul din 1688-1697
Războiul din 1688-1697 (cunoscut și ca Războiul de nouă ani, Războiul împotriva Ligii de la Augsburg și Războiul succesiunii Palatine) a fost un conflict militar între Franța lui Ludovic al XIV-lea și o coaliție de state, reunite sub Liga de la Augsburg (sau Marea Ligă). Principalii actori erau Franța și Sfântul Imperiu Roman, care își disputau hegemonia în Europa Occidentală. Războiul a fost declanșat în septembrie 1688, prin invadarea de către trupele franceze a Palatinatului, și și-a atins apogeul în perioada 1689-1690. Pe continentul european, războiul s-a desfășurat pe mai multe fronturi, în Palatinat, Țările de Jos, Irlanda, Savoia și Piemont și Spania de nord-est, până în 1693, apoi centrul de greutate s-a mutat pe mare și în posesiunile coloniale, fază care a durat până în 1696.
Demararea Războiului de nouă ani în 1688 a avut consecințe și asupra Războiului dintre Sfântul Imperiu Roman și Imperiul Otoman. Imperialii au fost nevoiți să mute trupe de la Dunăre pe frontul din Europa Occidentală, ceea ce a încetinit campania care a urmat cuceririi Belgradului. Totuși, margraful de Baden a înaintat spre Niș și a ocupat Transilvania.